# Gieorgij Grieczko
Gieorgij Michajłowicz Grieczko, ros. Георгий Михайлович Гречко (ur. 25 maja 1931 w Leningradzie, zm. 8 kwietnia 2017 w Moskwie) – radziecki kosmonauta, inżynier-mechanik, Lotnik Kosmonauta ZSRR.

## Życiorys

### Wykształcenie
- 1949 – ukończył szkołę średnią w Leningradzie.
- 1 października 1954 rozpoczął pracę w 3. wydziale OKB-1 88 Instytutu Naukowo-Badawczego Ministerstwa Obrony ZSRR mającego swoją siedzibę w Królewcu.
- 1955 – został absolwentem Wojskowego Instytutu Mechanicznego w Leningradzie (Ленинградский военно-механический институт) i uzyskał dyplom inżyniera-mechanika. Pracę bronił w OKB-1.
- luty 1958 – przeszedł do wydziału 17. biura projektowego Siergieja Korolowa OKB-1 (ОКБ-1), gdzie jako inżynier kontynuował ją na różnych stanowiskach do momentu przyjęcia do oddziału kosmonautów.
- 1967 – został kandydatem nauk technicznych po obronie pracy poświęconej systemom lądowania próbników księżycowych Łuna 9 i Łuna 13.
- 17 lutego 1984 – został doktorem nauk matematyczno-fizycznych.

Autor 28 publikacji naukowych.

### Kariera kosmonauty
- 1964 – był jednym z 14 kandydatów starających się o udział w charakterze kosmonauty-inżyniera w locie kosmicznym pierwszego trzymiejscowego statku Woschod 1. Do lotu nie dopuściła go komisja medyczna.
- 1965 – w grupie 12 inżynierów OKB-1 (obecnie biuro konstrukcyjne „Energia”) przeszedł, w ramach kwalifikacji do grupy kosmonautów, wszystkie etapy badań w Instytucie Problemów Medyczno-Biologicznych.
- 23 maja 1966 – został członkiem grupy kosmonautów-inżynierów OKB-1. Przez ponad trzy miesiące przechodził podstawowe przeszkolenie. W tym czasie uczestniczył m.in. w skokach spadochronowych, lotach na samolocie Tu-104, gdzie symulowano stan nieważkości czy w morskich testach makiety statku kosmicznego Sojuz. Następnie został skierowany do grupy kosmonautów, którzy szkolili się w ramach programu Sojuz. Przygotowania musiał przerwać, ponieważ podczas jednego ze skoków ze spadochronem złamał nogę.
- 1967–1969 – po powrocie do zdrowia został przydzielony do grupy, która przygotowywała się do lotu na statku kosmicznym Ł-1 (Л-1). Program misji przewidywał lot wokół Księżyca.
- luty – lipiec 1969 – był inżynierem pokładowym załóg dublerów podczas przygotowań do lotów statków kosmicznych: Sojuz 6 i Sojuz 8 – razem z Anatolijem Kuklinem oraz statku Sojuz 7 – razem z Piotrem Kołodinem i Anatolijem Kuklinem. Z końcem lata 1969 załogi zostały przeformowane i Grieczko ostatecznie został przydzielony do trzecich (rezerwowych) załóg.
- styczeń – maj 1970 – przygotowywał się do długotrwałego lotu na pokładzie statku kosmicznego Sojuz 9. Był w załodze dublerów, którą dowodził Anatolij Filipczenko.
- 1970–1971 – z grupą innych kosmonautów szkolił się w ramach programu Kontakt (cumowanie na orbicie statków kosmicznych w ramach przygotowań do radzieckiego załogowego lotu na Księżyc).
- sierpień – wrzesień 1972 – wspólnie z Aleksiejem Gubariewem przechodził szkolenie do planowanego autonomicznego lotu statku kosmicznego Sojuz. Obaj byli w trzeciej (rezerwowej) załodze. Wyprawa ta ostatecznie nie doszła jednak do skutku.
- 1971–1973 – był inżynierem pokładowym w załodze przygotowywanej do lotu na stacje kosmiczne: DOS-2 (uległa awarii w czasie startu rakiety Proton K 29 lipca 1972) oraz DOS-3 (awaria stacji na orbicie – oficjalnie podano, że był to Kosmos 557). Szkolił się razem z dowódcą załogi – Aleksiejem Gubariewem.
- w lipcu 1973, ponownie z Aleksiejem Gubariewem został wyznaczony do załogi dublerów statku kosmicznego Sojuz 12.
- grudzień 1973 – został otrzymał przydział do pierwszej stałej załogi stacji kosmicznej Salut 4.
- 11 stycznia – 9 lutego 1975 – wziął udział w locie Sojuza 17 i przez blisko miesiąc pracował na stacji kosmicznej Salut 4.
- 1976 – październik 1977 – wspólnie z Władimirem Lachowem, jako trzecia (rezerwowa) załoga, przygotowywał się do lotu na stację kosmiczną DOS-5 (Salut 6).
- październik 1977 – razem z Jurijem Romanienką został wyznaczony do pierwszej stałej załogi stacji kosmicznej Salut 6.
- 10 grudnia 1977 – 16 marca 1978 – wziął udział w locie statku kosmicznego Sojuz 26 i przez ponad trzy miesiące pracował na stacji kosmicznej Salut 6.
- czerwiec 1983 – marzec 1984 – w charakterze inżyniera pokładowego trenował w załodze dublerów do lotu z udziałem kosmonauty z Indii. W załodze tej razem z nim byli: Anatolij Bieriezowoj oraz Ravish Malhotra. 3 kwietnia 1984 w czasie startu Sojuza T-11 Grieczko był dublerem inżyniera pokładowego załogi podstawowej Giennadija Striekałowa.
- marzec – sierpień 1985 – przygotowywał się do lotu w podstawowej załodze statku kosmicznego Sojuz T-14. Zastąpił w niej Wiktora Sawinycha. Pozostałymi członkami załogi byli Władimir Wasiutin oraz Aleksandr Wołkow.
- 17–26 września 1985 – jako inżynier pokładowy wziął udział w locie statku kosmicznego Sojuz T-13 i przez kilka dni pracował na pokładzie załogowej stacji kosmicznej Salut 7.
- maj 1986 – Grieczko zostaje przeniesiony do Instytutu Fizyki Atmosfery Akademii Nauk ZSRR oraz do grupy kosmonautów Akademii Nauk ZSRR. Do 1 marca 1992 kierował laboratorium badań atmosfery Ziemi przy użyciu aparatury umieszczanej na pokładzie sztucznych satelitów.

### Loty załogowe
- Sojuz 17

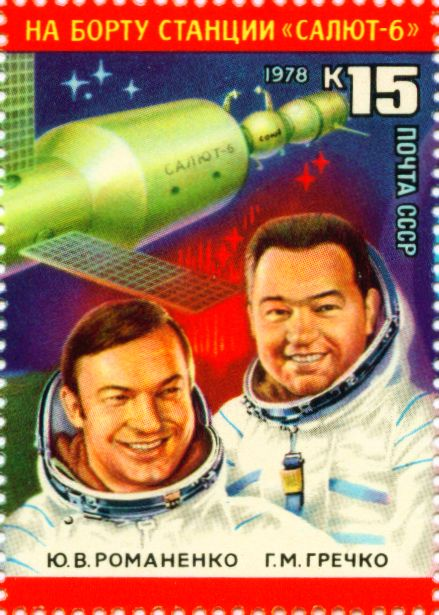
Jurij Romanienko i Gieorgij Grieczko (z prawej) na znaczku pocztowym wydanym w ZSRR w 1978 roku

10 stycznia 1975 Gieorgij Grieczko wystartował z kosmodromu Bajkonur w kierunku stacji kosmicznej Salut 4 na pokładzie statku kosmicznego Sojuz 17. Dowódcą misji był Aleksiej Gubariew. Dwa dni później 12 stycznia kosmonauci przycumowali do stacji kosmicznej i przeszli na jej pokład. Była to pierwsza stała załoga Saluta 4. Podstawowym zadaniem kosmonautów było: przetestowanie systemów pokładowych nowej stacji oraz przeprowadzenie badań astrofizycznych. Kosmonauci musieli naprawić na orbicie lustro teleskopu, aby móc dokończyć zaplanowane obserwacje. W czasie lotu szczególną uwagę poświęcono badaniom medycznym oraz ćwiczeniom fizycznym kosmonautów, które miały pomóc w zapobieganiu negatywnemu wpływowi stanu nieważkości na organizm ludzki. Kosmonauci na ruchomej bieżni (byli do niej przypięci za pomocą specjalnych szelek) przeszli ponad 100 km, a przebiegli ponad 150 km. Po wykonaniu zadań 9 lutego 1975 pomyślnie wylądowali ok. 100 km od Celinogradu. Przebieg lotu Grieczko i Gubariew utrwalili w filmie popularnonaukowym „Delegacja służbowa na orbitę” („Командировка на орбиту”).
- Sojuz 26

Podczas drugiego lotu w kosmos Grieczko ponownie znalazł się w składzie pierwszej stałej załogi stacji kosmicznej nowej generacji – Salut 6. Start do misji nastąpił z kosmodromu Bajkonur 10 grudnia 1977. Dowódcą załogi był Jurij Romanienko. Misja ta była pierwszą wyprawą, podczas której statek załogowy (Sojuz 26) udanie połączył się z Salutem 6. Lot poprzedniego statku Sojuz 25 w październiku 1977 zakończył się niepowodzeniem. Kosmonautom nie udało się przycumować statku załogowego do stacji.
20 grudnia 1977 kosmonauci wyszli na zewnątrz stacji kosmicznej w celu oceny stanu węzła cumowniczego, do którego nie mógł przycumować Sojuz 25. Grieczko posiadał kamerę telewizyjną i na Ziemię docierały obrazy z przebiegu prac wykonywanych przez kosmonautów. Po blisko 1,5-godzinnym pobycie poza stacją kosmonauci powrócili do Saluta 6. Przeprowadzona przez nich inspekcja nie wykazała uszkodzenia węzła i umożliwiło to w styczniu 1978 roku połączenie na orbicie (po raz pierwszy) trzech obiektów kosmicznych. Przez 5 dni razem ze stałą załogą stacji pracowali na niej również Władimir Dżanibekow oraz Oleg Makarow. Na początku marca 1978 na pokład Sojuza 28 przybyła pierwsza międzynarodowa załoga – Aleksiej Gubariew i Vladimír Remek (Czechosłowacja). 22 stycznia 1978 do zespołu orbitalnego Salut 6 – Sojuz 27 przycumował pierwszy statek transportowy Progress 1, który przywiózł kosmonautom zapasy żywności oraz zaopatrzenie dla stacji. 16 marca 1978, po ponad 96 dniach, kosmonauci szczęśliwie powrócili na Ziemię, ustanawiając nowy rekord pobytu człowieka w przestrzeni kosmicznej.
- Sojuz T-14

Pierwotnie na pokładzie Sojuza T-14 miała wystartować w kosmos piąta stała załoga stacji kosmicznej Salut 7: Władimir Wasiutin, Wiktor Sawinych oraz Aleksandr Wołkow. Przed startem ośrodek kontroli lotu utracił łączność z Salutem 7. Koniecznym było wysłanie ekspedycji ratunkowej. Dlatego też do tej misji wyznaczono doświadczonych kosmonautów – Władimira Dżanibekowa oraz Wiktora Sawinycha. Zaplanowano, że o ile uda się ponownie uruchomić stację kosmiczną to Wiktor Sawinych pozostanie na niej razem z kolejną stałą załogą, a z Dżanibekowem powróci na Ziemię kosmonauta, który zastąpi go w składzie stałej załogi. Właśnie do tej roli wyznaczono Gieorgija Grieczkę. Tym razem przebywał on w kosmosie od 17 do 26 września 1985, wykonując zaplanowany specjalnie dla niego program badawczy. Na Ziemię powrócił na pokładzie statku kosmicznego Sojuz T-13. Dla Grieczki był to najkrótszy lot, który trwał niecałe dziewięć dni.

### Po opuszczeniu oddziału kosmonautów
Po opuszczeniu oddziału kosmonautów w 1992 pracował w Instytucie Fizyki Atmosfery Rosyjskiej Akademii Nauk. W 1997 został zastępcą prezesa rady nadzorczej „Banku Inwestycji i Oszczędności”.
Pochowany na Cmentarzu Trojekurowskim w Moskwie.

## Odznaczenia i nagrody
- Medal „Złota Gwiazda” Bohatera Związku Radzieckiego – dwukrotnie (1975, 1978)
- Order Lenina – trzykrotnie (1975, 1978, 1985)
- Medal „Za zasługi w podboju kosmosu” (2011, Rosja)[3]
- Złoty Medal im. Konstantina Ciołkowskiego przyznany przez Akademię Nauk ZSRR (1975)
- Medal „Złota Gwiazda” Bohatera Czechosłowacji (1978)
- Order Klementa Gottwalda (1978, Czechosłowacja)
- Order Kirti Chakra (1984, Indie)
- Universal Astronaut Insignia za lot orbitalny (nr 75, pośmiertnie) – Stowarzyszenie Uczestników Lotów Kosmicznych (Association of Space Explorers(inne języki))[4]

## Wykaz lotów
| Loty kosmiczne, w których uczestniczył Gieorgij M. Grieczko               | Loty kosmiczne, w których uczestniczył Gieorgij M. Grieczko | Loty kosmiczne, w których uczestniczył Gieorgij M. Grieczko | Loty kosmiczne, w których uczestniczył Gieorgij M. Grieczko | Loty kosmiczne, w których uczestniczył Gieorgij M. Grieczko | Loty kosmiczne, w których uczestniczył Gieorgij M. Grieczko | Loty kosmiczne, w których uczestniczył Gieorgij M. Grieczko |
| №                                                                         | Data startu                                                 | Statek kosmiczny                                            | Data lądowania                                              | Statek kosmiczny                                            | Funkcja                                                     | Czas trwania                                                |
| ------------------------------------------------------------------------- | ----------------------------------------------------------- | ----------------------------------------------------------- | ----------------------------------------------------------- | ----------------------------------------------------------- | ----------------------------------------------------------- | ----------------------------------------------------------- |
| 1                                                                         | 10 stycznia 1975                                            | Sojuz 17                                                    | 9 lutego 1975                                               | Sojuz 17                                                    | Inżynier pokładowy                                          | 29 dni 13 godzin 19 minut i 45 sekund                       |
| 2                                                                         | 10 grudnia 1977                                             | Sojuz 26                                                    | 16 marca 1978                                               | Sojuz 27                                                    | Inżynier pokładowy                                          | 96 dni 10 godzin i 8 sekund                                 |
| 3                                                                         | 17 września 1985                                            | Sojuz T-14                                                  | 26 września 1985                                            | Sojuz T-13                                                  | Inżynier pokładowy                                          | 8 dni 21 godzin 13 minut i 6 sekund                         |
| Łączny czas spędzony w kosmosie – 134 dni 20 godzin 32 minuty i 59 sekund |                                                             |                                                             |                                                             |                                                             |                                                             |                                                             |